# Synowie Danii
Synowie Danii (duń. Danmarks sønner) – duński dreszczowiec z 2019 roku w reżyserii Ulaa Salima, z Zakim Youssefem i Mohammedem Ismailem Mohammedem w rolach głównych.

## Premiera
Film miał swoją światową premierę podczas Międzynarodowego Festiwalu Filmowego w Rotterdamie 24 stycznia 2019 roku. Do sal kinowych w Danii obraz trafił 11 kwietnia 2019 roku.

## Fabuła
Akcja filmu rozgrywa się w Danii w czasach współczesnych. Młody mężczyzna pochodzący z rodziny arabskiej, wstępuje do organizacji terrorystycznej, przygotowującej zamach na prawicowego polityka Martina Nordahlę. Jego mentorem zostaje doświadczony Ali.

## Obsada
W filmie wystąpili m.in.:
- Zaki Youssef jako Ali
- Mohammed Ismail Mohammed jako Zakaria
- Imad Abul-Foul jako Hassan
- Rasmus Bjerg jako Martin Nordahl
- Morten Holst jako Tobias
- Olaf Johannessen jako Jon
- Özlem Saglanmak jako Mariam

## Nominacje i nagrody (wybrane)
- Międzynarodowy Festiwal Filmowy w Kairze 2019
  - wygrana: FIPRESCI Prize (International Competition Feature Films) – Ulaa Salim[4]
  - nominacja: Złota Piramida dla najlepszego filmu – Ulaa Salim[4]
- Festiwal Filmowy w Göteborgu 2019
  - nominacja: Dragon Award (Best Nordic Film) – Ulaa Salim[4]
- Riviera International Film Festival 2019
  - wygrana: Najlepszy film – Ulaa Salim[4]